# موريس لانجلوا
كان موريس لانجلويس (31 يناير 1860 - 10 يونيو 1948)، من هواة جمع الطوابع الفرنسيين الذي وقع على قائمة رابطة هواة جمع الطوابع المتميزين في عام 1923.

## منشورات مختارة
- Catalogue des estampilles et marques postales d'Alsace et de Lorraine 1698 a 1870. Yvert & Cie, Amiens, 1937. (With Gerard Gilbert).